# Дневникът на Ани Франк
„Дневникът на Ани Франк“ (на английски: The Diary of Anne Frank) е американски драма на режисьора Джордж Стивънс от 1959 година, адаптация на наградената с Пулицър едноименна пиеса.
Историята във филма е базирана на записките от личния дневник на Ане Франк, еврейско момиче, което живее в бягство заедно със семейството си по време на Втората световна война. Всички записки в дневника започват с обръщението „Скъпа Кити“. Той е издаден след края на войната от бащата на Ане, Ото Франк, докато останалите членове на семейството са били убити от нацистите.
Вътрешните сцени във филма са заснети в една фабрика в Лос Анжелис, докато външните са снимани на реални места и сгради в Амстердам.

## Сюжет
1945 година. Един камион, натоварен с оцелели от войната хора, спира пред една фабрика в Амстердам към края на Втората световна война. От него слиза Ото Франк (Джоузеф Шилдкраут) и влиза във фабриката. Изкачвайки се по стълбите до безлюдна таванска стая, той открива захвърлена детска ръкавица и започва да ридае. След това отива да намери утеха при Мип Гиис (Доди Хийт) и Кралер (Дъглас Спенсър), работници от фабриката, при които се е укривал от нацистите по-рано през войната. Успокоил се, че вече не е сам, Ото започва да издирва дневника, написан от най-малката му дъщеря, Ане. Мип незабавно му подава едно списание и разлиствайки го, Ото открива скрит в него дневника. Със сълзи на очите той започва да чете какво е написала малката му дъщеря преди три години.
Юли, 1942 година. Ане (Мили Пъркинс) започва да документира гоненията срещу евреите от страна на нацистите, което довежда до това, семейството и да се укрие във фабрика за производство на подправки. Убежището споделят с Ханс (Лу Джакоби) и Петронела (Шели Уинтърс) Ван Даан, и техния млад син Петер (Ричард Беймър). Кралер, който работи в офиса отдолу и неговата помощничка, Мип са натоварени със задачата да се погрижат скривалището да остане тайна. Те предупреждават семействата да пазят пълна тишина в часовете от деня, когато работниците са във фабриката. В първия ден минутите се точат бавно и мълчаливо. Вечерта след работа Кралер им доставя храна и един пакет за Ане, изпратен от баща и. В него тя открива любимите си снимки на филмови звезди и празен дневник. На първите страници тя описва странната ситуация, че не могат да излизат навън и да подишат чист въздух. Накрая посочва, че всеки човек е добър по душа.
Месеците минават и енергията на Ане става неудържима. Тя постоянно се шегува с Петер за това, че той е привързан единствено към котката си Моше. Изолирани от външния свят, Ото учи Ане и Марго (Даян Бейкър) да разпознават звуците от сирените и бомбите, изпълващи въздуха. Госпожа Ван Даан разнообразява ежедневието им, разказвайки спомени от младостта си, докато гали една козя кожа, подарена и от нейния баща. Ситуацията се изостря, когато поради силната си воля, Ане влиза в конфликт с майка си Едит (Густи Хубер). Един ден Кралер донася на тавана радио, позволявайки по този начин на семействата да си отворят ушите към света. Скоро след това Кралер ги моли да приютят при тях още един човек, еврейски зъболекар на име Алберт Дусел (Ед Уин). Когато Ван Даан започва да се опасява, че поради това дажбите от храна ще намалеят, Дусел разказва за ужасната ситуация отвън, в която евреи изчезват внезапно и са изпращани в концентрационни лагери. Дусел потвърждава изчезването на много от неговите приятели и семейство Франк се надява, че е добре укрито.
Една нощ Ане сънува свой приятел, затворен в концлагер и се събужда с крясъци. Октомври 1942 година настъпва с новината за дебаркирането на съюзническите сили в Африка, но скоро облекчението от вестта е заменено от тревога заради засилващите се бомбардировки около фабриката, което допълнително изостря и без това опънатите нерви на укриващите се. По време на Ханука, Марго с копнеж си спомня последните тържества, а Ане приготвя подаръци за всички. Когато Ван Даан рязко обявява на Петер, че трябва да се отърве от Моше, защото консумира прекалено много храна, Ане започва да протестира. Спорът им е прекратен когато чуват крадец пред входната врата и в стаята се възцарява тишина. Петер разбива с трясък на пода един предмет, докато се опитва да хване Моше. Това стряска крадеца, той грабва една пишеща машина и избягва. Един охранител забелязва взлома и извиква полицията. Пристигат двама офицери от Гестапо, които оглеждат помещението, осветявайки с фенерчетата си библиотеката, която прикрива входа към скривалището. Семействата очакват с ужас, докато Моше тряска с чиния по масата и мяуче. Полицаите се успокояват, че шума е причинен от котката и си тръгват. Опитвайки се да вдъхне вяра и смелост на всички, Ото запява песен в чест на Ханука.
Януари, 1944 година. Ане, която е на прага на женствеността, започва да привлича вниманието на Петер. Когато Мип донася торта, Ван Даан и Дусел започват да се заяждат за големината на порциите си и Ван Даан моли Мип да продаде коженото палто на съпругата му, за да може той да си купи цигари. След като Кралер ги предупреждава, че един от работниците е започнал да се съмнява, че нещо странно се случва на тавана, Дусел мрачно констатира, че е само въпрос на време те да бъдат открити. Обърканата Ане обвинява възрастните за войната, която е разрушила всякаква надежда и идеали. Когато Ане избягва от стаята, Петер тръгва след нея и я успокоява. По-късно Ане споделя мечтата си да стане писател и Петер изразява неудовлетвореност от неспособността си да се включи във военните действия. През април 1944 година, на фона на приказките за освобождение, семействата наблюдават безпомощно, как все повече евреи са отвеждани под строй през улиците на града. Напрежението ескалира когато Ван Даан се опитва да открадне малко хляб от останалите и Едит го призовава да напусне убежището. Докато Дусел и Ван Даан за пореден път спорят за храна, по радиото съобщават новината за съюзническото нашествие в Нормандия и Ван Даан рухва на пода, облян в сълзи от срам. Окуражени от вестта, всички започват да се извиняват един на друг за острите си думи, а Ане мечтае да се завърне на училище от есента.
Юли, 1944 година. Съюзническата инвазия напредва бавно, а Кралер е хоспитализиран в болница с язва. След като разбират, че Гестапо са открили откраднатата пишеща машина, Ане записва в дневника си, че по този начин тя ще може да живее и след смъртта си. След като семейство Ван Даан започват да се карат за пореден път, Петер заявява, че не може повече да търпи ситуацията, но Ане го успокоява като му напомня за добрината на тези, които са им се притекли на помощ. Разговорът им е прекъснат от сирените на приближаващ се камион на Гестапо. Ане и Петер стоят смело хванати за ръце докато очакват предстоящия им арест и страстно се целуват. Когато германските войници събарят библиотеката и откриват входа към скривалището, Ото заявява, че вече не трябва да живеят в страх и могат да тръгнат напред с надежда.
1945 година. Ото казва на Мип и Кралер, че по дългия път към дома след освобождаването му от концентрационния лагер е научил, че Едит, Марго, семейство Ван Даан и Дусел са загинали, но е таял надежда, че може Ане да е оцеляла по някакъв начин. Той тъжно разкрива, че предния ден в Ротердам е срещнал една жена, която е била затворена в Берген-Белзен заедно с Ане и тя му е потвърдила за смъртта на дъщеря му. Ото поглежда в дневника и със срам прочита последните думи, написани от Ане- „Въпреки всичко, аз все още вярвам, че хората са добри в сърцето“.

## В ролите
| Актьор            | Роля               |
| ----------------- | ------------------ |
| Мили Пъркинс      | Ане Франк          |
| Джоузеф Шилдкраут | Ото Франк          |
| Густи Хубер       | Едит Франк         |
| Даян Бейкър       | Марго Франк        |
| Шели Уинтърс      | Петронела Ван Даан |
| Лу Джакоби        | Ханс Ван Даан      |
| Ричард Беймър     | Петер Ван Даан     |
| Дъглас Спенсър    | Кралер             |
| Доди Хийт         | Мип Гиис           |
| Ед Уин            | Алберт Дусел       |

## Награди и номинации

### Награди
- Награда Оскар за най-добра второстепенна женска роля на Шели Уинтърс от 1960 година.
- Награда Оскар за най-добър оператор на черно-бял филм на Уилям С. Мелор от 1960 година.
- Награда Оскар за най-добро художествено оформление и декори на черно-бял филм на Лайл Р. Уиилър, Джордж Дейвис, Уолтър М. Скот и Стюарт А. Рейс от 1960 година.
- Награда Златен глобус за най-добър филм, насърчаващ международното разбирателство от 1960 година.
- Награда Златна чиния от наградите Давид ди Донатело на Туентиът Сенчъри Фокс за продукцията от 1960 година.
- Награда Златен Лоуръл от наградите Лоуръл за най-добра второстепенна женска роля на Шели Уинтърс от 1960 година.
- Второ място за наградата Златен Лоуръл от наградите Лоуръл за най-добра музика на Алфред Нюман от 1960 година.
- Награда на „Националния борд на кинокритиците“ за един от десетте най-добри филма от 1959 година.
- Награда на „Сценаристката гилдия на Америка“ за най-добър американски драматичен сценарий на Франсис Гуудрич и Албърт Хакет от 1960 година.

### Номинации
- Номинация за Оскар за най-добър филм от 1960 година.
- Номинация за Оскар за най-добра второстепенна мъжка роля на Ед Уин от 1960 година.
- Номинация за Оскар за най-добър режисьор на Джордж Стивънс от 1960 година.
- Номинация за Оскар за най-добри костюми в черно-бял филм на Чарлз Льо Мейр и Мери Уилс от 1960 година.
- Номинация за Оскар за най-добра музика на драма или комедия на Алфред Нюман от 1960 година.
- Номинация за Златен глобус за най-добра драма за 1960 година.
- Номинация за Златен глобус за най-добър режисьор на Джордж Стивънс от 1960 година.
- Номинация за Златен глобус за най-добра драматична мъжка роля на Джоузеф Шилдкраут от 1960 година.
- Номинация за Златен глобус за най-добра второстепенна женска роля на Шели Уинтърс от 1960 година.
- Номинация за Златна палма за най-добър филм от Международния кинофестивал в Кан, Франция през 1959 година.
- Номинация за изключителен принос в режисьорската работа за Джордж Стивънс от „Режисьорската гилдия на Америка“ през 1960 година.[2]